# فرانسيسكو رودريغيز غارسيا
فرانسيسكو رودريغيز غارسيا (بالإسبانية: Rodri) (مواليد 8 مارس 1934) هو لاعب كرة قدم. يلعب مع منتخب إسبانيا لكرة القدم. سبق له أن لعب في كأس العالم لكرة القدم مع منتخب بلاده.

## روابط خارجية
- فرانسيسكو رودريغيز غارسيا على موقع الاتحاد الدولي (مؤرشف)  (الإنجليزية)
- فرانسيسكو رودريغيز غارسيا على موقع قاعدة بيانات كرة القدم.إي يو (الإنجليزية)
- فرانسيسكو رودريغيز غارسيا على موقع ناشيونال فوتبول تيمز (الإنجليزية)